# Pawlewci
Pawlewci (bułg. Павлевци) – wieś w środkowej Bułgarii, w obwodzie Gabrowo, w gminie Trjawna. Wieś jest niezamieszkana.